# Anonima Lombarda Cabotaggio Aereo
ALCA (АЛКА) — з 1947 року італійський виробник автомобілів. Штаб-квартира розташована в місті Мілан. Компанія займалася розробкою мікроавтомобіля, який так і не вдалося запустити у виробництво, окрім декількох дослідних екземплярів. У 1949 році компанія припинила свою діяльність.

## Заснування компанії

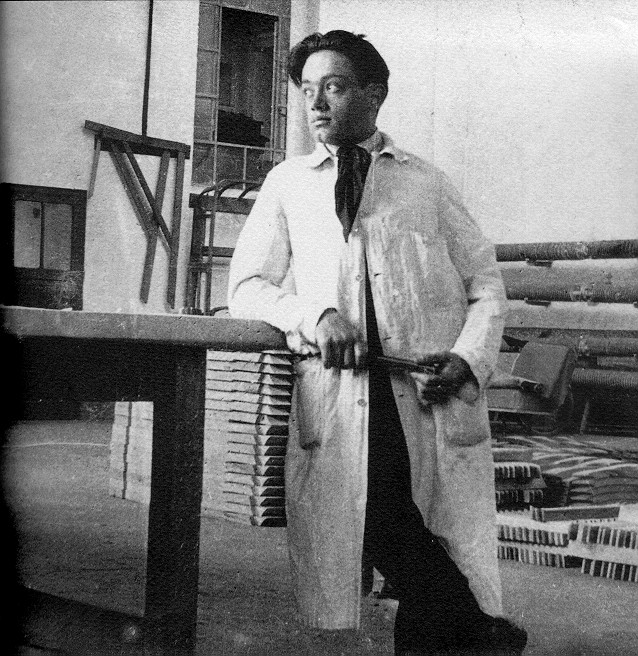
Італійський дизайнер Фламініо Бертоні

У 1947 році новостворена компанія ALCA найняла відомих конструктора Джоаккіно Коломбо (який проєктував двигуни для Ferrari та Maserati) і дизайнера Фламініо Бертоні (який створив дизайн Citroën 2CV, Citroën Traction Avant та Citroën DS) для розробки мікроавтомобіля Volpe. Назва фірми була складена з перших букв її повного найменування — Anonima Lombarda Cabotaggio Aereo («Акціонерне товариство каботажних авіаліній Ломбардії»).

## Розробка мікроавтомобіля Volpe
Невеликий автомобіль був представлений на Женевському автосалоні та у Римі як економніша альтернатива Fiat 500 Topolino, і був призначений для збіднілих за час війни покупців. У показі, що викликав велику цікавість, взяв участь комік Ермініо Макаріо. Розробляти автомобіль допомагали компанії Società di Construzioni Meccaniche e Aeronautiche та Officine Caproni. Автомобіль називався як ALCA, так і Volpe (укр. «Лисиця»).
Машина була відкритою (але оснащена капотом), двотактний двигун з повітряним охолодженням, об'ємом 124 см3 і потужністю 6 к.с. при 5000 об/хв, був встановлений ззаду. Діаметр циліндрів становив 42 мм, а хід поршнів — 45 мм. Коробка передач була чотириступінчастою, а важіль перемикання передач був розташований на рульовій колонці. При колісній базі 150 см довжина автомобіля становила 250 см, ширина транспортного засобу — 102 см, а висота з відкритим верхом — 106 см. Несучий кузов без дверей давав простір для двох людей. Автомобіль міг розігнатися до 75 км/год. П'ять ALCA Volpe були зареєстровані в Mille Miglia у варіанті з турбонаддувом, без даху, із вбудованими підголівниками та аеродинамічною задньою частиною.

## Банкрутство та закриття компанії
Було виготовлено менш ніж десять екземплярів, після чого виробництво припинилося, не кажучи вже «турбоверсію», яка так і не з'явилася на початку автоперегонів. 1948 року фірма була звинувачена в афері, взявши в цілому близько 300 мільйонів лір у клієнтів, які замовили маленький автомобіль. Після цього, у 1949 році компанія ALCA була закрита.
В афері також брала участь іспанська компанія Gemicar Internacional Auto S.L. з Мадриду, яка у 1947 році вирішила виготовити свою версію невеликого автомобіля під назвою Hispano Volpe для внутрішнього ринку, а також для Португалії, Марокко, Латинської Америки та іспанських колоній. Жодного зразка цієї версії так і не було створено.
До 1949 року компанія Aero-Caproni в Тренто випустила кілька екземплярів автомобіля Volpe.
Сьогодні кілька екземплярів ALCA Volpe без двигунів знаходяться у музеях або приватних колекціях. Один ALCA Volpe був доставлений до Сполучених Штатів у 1951 році і був зразком, на який встановили свій двигун.
Мікроавтомобіль Volpe хоч і був практично тільки на папері, але поклав початок виробництва популярних у наступному десятилітті «бабл карів» (bubble cars).

## Список автомобілів ALCA
- 1947 — ALCA Volpe